# كلاي إيفز
كلاي إيفز (بالإنجليزية: Clay Ives)‏ هو متسابق على الجليد بمزلاجة أمريكي، ولد في 5 سبتمبر 1972 في بانكروفت ‏ في كندا.

## وصلات خارجية
- كلاي إيفز على موقع FIL (الإنجليزية)
- كلاي إيفز على موقع اللجنة الأولمبية الدولية (الإنجليزية)
- كلاي إيفز على موقع أوليمبيديا (الإنجليزية)
- كلاي إيفز على موقع اللجنة الأولمبية الكندية (الإنجليزية)